# 好莱坞第一长老会教堂

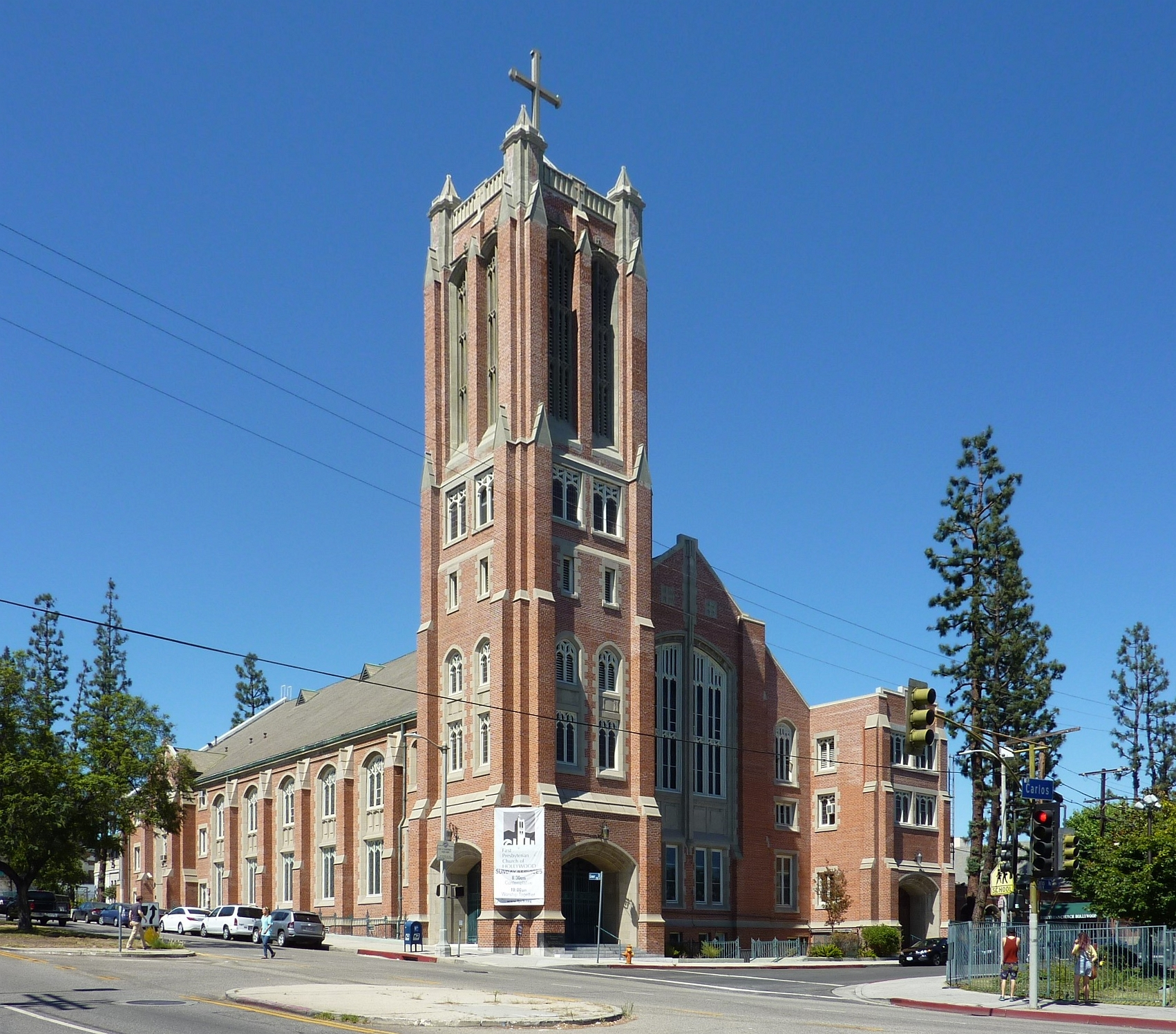
好莱坞第一长老会教堂

好莱坞第一长老会教堂（First Presbyterian Church of Hollywood）是美国加州好莱坞的一座著名教堂，对世界各地长老会和基督教福音派产生了重大影响。
该堂创立于1903年。一座大型砖砌哥特式教堂建于1923年，有1800座位。

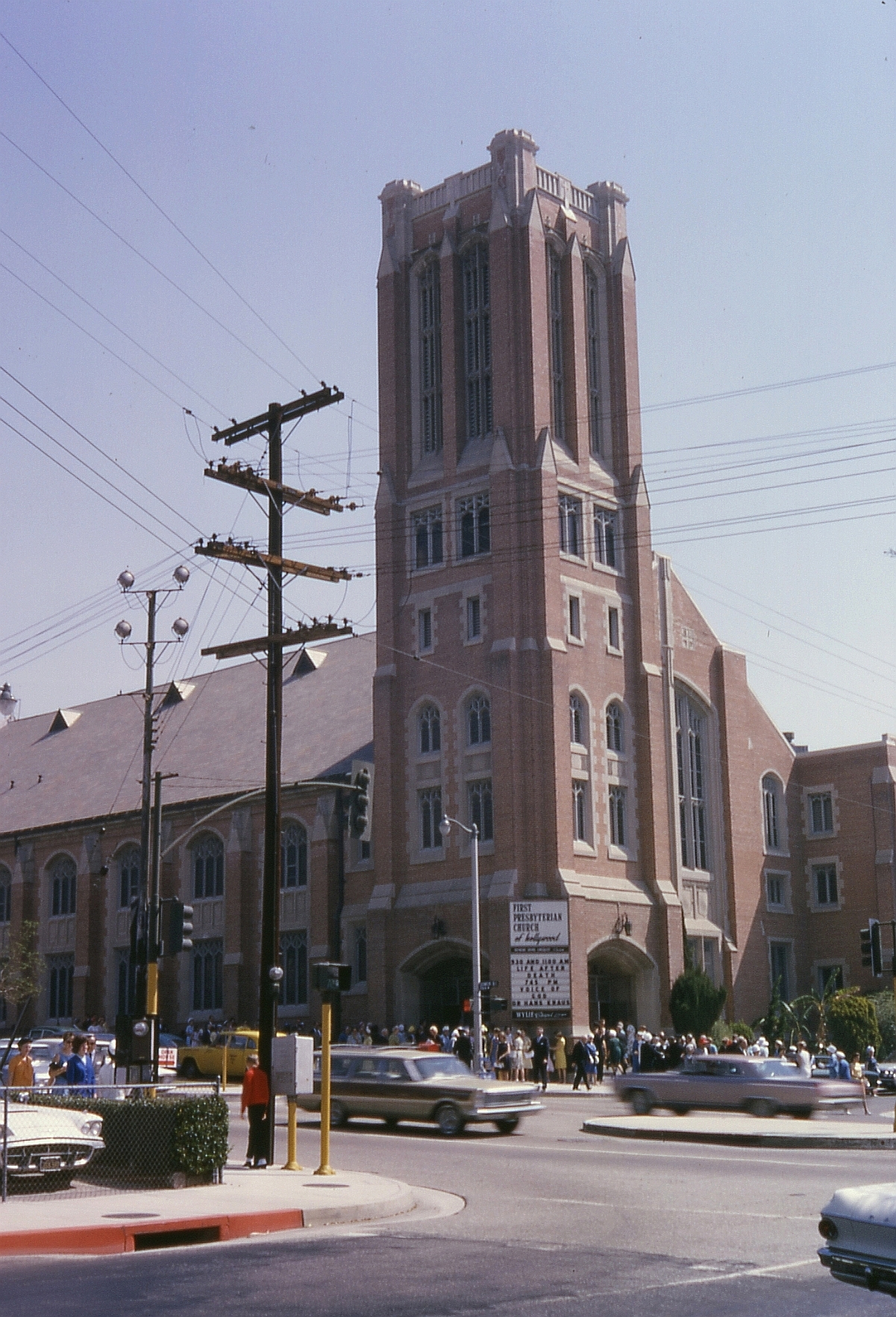

Stewart P. MacLennon博士在1921年至1941年间牧养该堂，使好莱坞第一长老会教堂在20世纪20年代变成了一个繁荣的大教堂，人数从1920年的651人增加到1930年的2370人。他梦想这将是基督教教育的中心和上帝的话的“灯塔”。   
根据统计，2007年该堂人数超过2000人，但到2013年已经下降到1036人。主日学入学率平均约为722人，最高峰时2004年达1,200人。